# Personaggi di The Boys
Questa voce raccoglie le descrizioni dei personaggi del fumetto The Boys e dell'omonima serie TV da esso tratta.

## I Boys
I Boys (letteralmente "i ragazzi") sono un gruppo di agenti che lavora in nero per la CIA, creato inizialmente dal colonnello Greg Mallory per sorvegliare, registrare e talvolta eliminare i Super creati dall’azienda Vought, oltre che a garantire che la Vought non ottenga il permesso di utilizzare i superumani nel sistema di difesa nazionale. Successivamente l’obiettivo della squadra cambia a causa dell’incapacità di Butcher di gestire e contenere l’eliminazione dei Super.
La prima formazione del gruppo viene sciolta dopo un disastroso confronto con i Sette nel 2001 che ha causato la morte dei nipoti di Mallory; subito dopo le elezioni presidenziali del 2004 l’unità viene riformata, riprendendo da dove si era interrotta. Per prevenire la possibilità di uno scontro diretto con i Sette, tutti i membri del gruppo vengono dotati di una maggiore forza e resistenza grazie a iniezioni di Composto V.
Sebbene non siano potenti come i supereroi corrotti che combattono, il gruppo compensa con la loro grinta, il loro accesso ad armi ed esplosivi di alto livello e la loro mancanza di paura di uccidere se lo ritengono necessario. Grazie al passato militare di Butcher, Frenchie e Latte Materno, i Boys hanno anche acquisito un addestramento militare d'élite e specialisti del combattimento corpo a corpo grazie al passato di Latte Materno come ex pugile.

### Billy Butcher
Un nativo inglese e leader dell'attuale formazione dei Boys, è stato il primo membro del team reclutato da Greg Mallory, e ha servito come secondo in comando del gruppo originale fino al suo scioglimento. Fu lui a coniare il nome della squadra "The Boys" perché nell'East End di Londra, era l’appellativo di coloro che si occupavano dei piantagrane. 
Butcher ha un fisico possente ed è incredibilmente violento, essendo capace di fare qualsiasi cosa per raggiungere i suoi obiettivi, ma sa essere anche molto socievole e carismatico. Latte Materno afferma che ogni parola che Butcher dice è calcolata per un secondo fine. 
La sua natura violenta era placata solo dalla moglie Becky Saunders, finché quest’ultima non morì dando alla luce un neonato super frutto di uno stupro subito da parte di Patriota; ciò portò Butcher a sviluppare un profondo odio per i supereroi, ragion per cui è disposto a manipolare gli eventi per spingere i Boys a usare la violenza estrema e potenzialmente letale contro gli avversari. Nonostante spesso si comporti in modo insensibile con i suoi compagni, viene fatto intendere che ci tiene a loro, essendo più disposto a mettere in pericolo sé stesso che gli altri. È profondamente legato al bulldog Terrore, che ha addestrato ad avere rapporti sessuali a comando con qualsiasi cosa. Sia Patriota che Mallory riconoscono che Butcher ha come unica ragione di vita la guerra contro i super, a cui non si aspetta di sopravvivere, tramite cui può esercitare la sua parte violenta.
Butcher scopre successivamente che il responsabile della morte di Becky non è Patriota, ma Black Noir, e riesce a vendicarsi. Decide di usare il Composto V per uccidere tutti i potenziali superumani in un attacco genocidio relativo a miliardi di persone, ragion per cui uccide Salsiccia dell’Amore, Latte Materno, l’ex moglie di quest’ultimo, Frenchie e la Femmina della Specie quando gli si oppongono.
In seguito Butcher viene affrontato da Hughie in uno scontro durante il quale Butcher resta paralizzato. Pur di non farsi rinchiudere a vita incapacitato a muoversi, convince Hughie a ucciderlo, ingannandolo facendogli credere di aver ucciso la famiglia adottiva di Hughie. 
Karl Urban interpreta il personaggio nella serie televisiva, mentre Jason Isaacs gli dà la voce nella serie animata. In italiano è doppiato da Francesco Bulckaen.

### Hughie Campbell
Cresciuto nella Scozia rurale da una famiglia adottiva, Hughie entra in contatto con il mondo dei super quando A-Train uccide accidentalmente la sua ragazza, Robin, durante lo scontro con un altro superumano, portando Butcher a sceglierlo come membro dei Boys in sostituzione a Mallory e successivamente a iniettargli il Composto V contro la sua volontà. Hughie ha un notevole talento come detective, riuscendo a superare persino Butcher nella deduzione, e pertanto assume rapidamente il compito di sorvegliante della squadra.
Rispetto ai compagni Hughie ha un carattere molto innocente e ciò lo porta a inorridire di fronte alle violenze perpetrate dai compagni, oltre che a nutrire dei dubbi sulle proprie azioni. La sua prima esperienza di combattimento porta all’uccisione accidentale di Blarney Cock, ciò lo porta a rifiutarsi di assassinare ancora qualcuno. Diventa anche sempre più disgustato dal sadismo di Butcher nei confronti dei loro avversari e dalla violenza costante che fa utilizzare alla squadra durante le operazioni. Hughie è una persona di buon cuore che mette il benessere delle altre persone prima del proprio, anche quello dei super, sebbene ciò irriti Butcher.
Sviluppa una relazione romantica con la supereroe Starlight, nonostante le difficoltà a causa delle differenze dei loro schieramenti. Durante lo scontro con i Sette, Butcher convince Hughie ad uccidere A-Train con un calcio alla testa, dimostrandogli come lui e i Sette non abbiano alcun rimorso per la morte di Robin e che hanno assunto Starlight tra di loro solo per umiliarla.
In seguito a una serie di eventi e allo scioglimento dei Boys, Hughie scopre che Butcher ha cercato di togliere di mezzo la squadra per compiere un genocidio di superumani, anche se ciò ucciderà anche persone innocenti con tracce di Composto V nel loro sistema; dopo la morte dei loro compagni, uccisi da Butcher stesso, Hughie si confronta con lui e lo uccide su sua provocazione. Nel finale della serie, ambientato dieci anni dopo,Hughie si sposa con Starlight e riesce a lasciarsi alle spalle il suo passato.
Le fattezze del personaggio dei fumetti sono basate su quelle dell'attore Simon Pegg, il quale avrebbe potuto interpretare Hughie in un possibile adattamento cinematografico di The Boys; essendo diventato troppo anziano per il ruolo, la parte nella serie è affidata all’attore Jack Quaid, mentre Pegg dà la voce al personaggio nella serie animata. In italiano è doppiato da Flavio Aquilone.

### Latte Materno
Un possente uomo afroamericano molto paziente e metodico, unico membro della squadra insieme a Mallory ad essere americano di nascita. Pare che il suo soprannome derivi dal fatto che è il più “puro” del gruppo, quello con il cuore più buono; sua madre lavorava in un laboratorio della Vought e venne contaminata dal Composto V, di conseguenza il fratello di Latte Materno, Michael, nacque con una grave disabilità mentale, mentre LM ebbe bisogno di regolari dosi del latte prodotto da sua madre per sopravvivere, provocando in lui disgusto e disagio per la sua dipendenza.
Suo padre fece causa alla Vought per la condizione dei figli, morendo a causa dello stress, mentre Michael rimase ucciso quando manifestò i suoi superpoteri; la madre cadde in depressione e divenne obesa e successivamente Latte Materno la chiuse nel suo seminterrato quando sviluppò dei superpoteri, dove la donna rimase completamente ignara di ciò che la circondava. LM si sposò ed ebbe una figlia, diventando un pugile dei pesi massimi dell’esercito degli Stati Uniti, finché non manifestò improvvisamente i suoi poteri e uccise accidentalmente un avversario sul ring; in seguito a ciò, venne reclutato da Butcher e Mallory nella prima formazione della squadra dei Boys.
Dopo un anno, Butcher e Latte Materno salvarono Janine, la figlia di quest’ultimo, in quanto la madre tossicodipendente non era in grado di prendersi cura di lei. Alla distruzione del ponte di Brooklyn, Latte Materno non riuscì a salvare una donna che morì tra le sue braccia e tale esperienza traumatica lo rende ancora più determinato a continuare la lotta contro la Vought.
Dopo lo scioglimento della squadra, Latte Materno continua a svolgere dei lavori per la comunità e cresce sua figlia ribelle, la quale è maturata sessualmente in grande anticipo a causa dell’esposizione dal Composto V. Successivamente torna nei Boys come secondo in comando di Butcher, così da impedire al compagno di superare i limiti; è una delle poche persone a essere trattata civilmente da Butcher, il quale ha un profondo rispetto per lui. Come Hughie, è convinto che ci siano dei super capaci di compiere azioni altruiste. È l’unico membro del gruppo ad avere ancora contatti con Mallory e nutre un certo affetto per Hughie, ragion per cui entra in disaccordo con Butcher quando manipola il giovane a insaputa del resto della squadra.
In seguito, Latte Materno scopre che la sua ex moglie e la figlia sono apparse in un film pornografico e la figlia prova a prendere le distanze da lui; l’uomo scopre poi che Butcher ha ucciso i produttori e il cast del film e ha assassinato brutalmente la madre di Janine davanti alla ragazza per costringerla a stare lontana da Latte Materno.
Latte Materno affronta Butcher, che sperava di metterlo per sempre fuori dai giochi con la questione della figlia, e lo combatte per impedirgli di mettere in atto il suo piano genocida contro i superumani, ma viene ucciso dal compagno che gli mette una granata in bocca e poi lo strangola a morte.
Nella serie televisiva il suo vero nome è Marvin T. Milk ed è interpretato da Laz Alonso. In italiano è doppiato da Marco Bassetti.

### Frenchie
È un francese membro dei Boys originali, con un debole per la violenza estrema. Lui e la Femmina sono i “muscoli” della squadra e, sebbene apparentemente sia timido e premuroso, è incline a esplosioni di rabbia, soprattutto in caso di insulti contro la Francia o i francesi; inoltre, non tollera alcuna forma di maltrattamenti contro bambini. 
Come Billy e Latte Materno possiede esperienze in campo militare, in particolare per quanto riguarda le conoscenze balistiche, e possiede un olfatto straordinario.
Venne reclutato da Butcher dopo che quest’ultimo rimase impressionato dalla sua furia in una rissa da bar ed è l’unica persona ad avere un rapporto affettivo con la Femmina. Nel corso della storia perde il braccio destro in battaglia, ma sopravvive grazie alle cure mediche della Vought. Dopo gli eventi di Washington, prende l’abitudine di indossare un cappello napoleonico con la giacca. Viene ucciso con la Femmina da Butcher, che li fa saltare in aria con una bomba per impedire ai Boys di interferire con i suoi propositi genocidi, e Frenchie prima di morire dichiara il suo amore alla compagna.
Nella serie televisiva il vero nome di Frenchie è Serge e ha iniziato a lavorare per Mallory dopo essere stato arrestato per una rapina in banca con aggressione aggravata contro un super; da giovane ha subito diversi abusi dal padre bipolare. È interpretato da Tomer Kapon e doppiato in italiano da Raffaele Carpentieri.

### La Femmina della Specie/Kimiko Miyashiro

La Femmina della Specie (Kimiko) nella seconda stagione di The Boys

Uno dei primi membri dei Boys e unica donna del gruppo. È molto violenta e soffre di mutismo selettivo a causa dei traumi trascorsi. Ama la natura ed è particolarmente legata a Frenchie. Grazie al composto V ha ottenuto grandi velocità, agilità, forza fisica e, nella serie televisiva, la capacità di rigenerarsi.
Figlia di una dottoressa che lavorava in un'azienda affiliata alla Vought, la Femmina ha acquisito i suoi poteri quando assorbì accidentalmente il composto V, che le donò una super forza e dei super riflessi rendendola però instabile e pericolosa. Viene poi accolta nei Boys. Dopo essere scappata dal gruppo, la Femmina ritorna a far parte dei Boys e diviene un'amica molto intima di Frenchie. Durante un combattimento, la Femmina cava un occhio a Stormfront, e lui, in risposta, la colpisce mandandola temporaneamente in coma. La ragazza muore assieme a Frenchie a causa di un'esplosione causata da Butcher che porta alla distruzione del quartier generale dei Boys.
Diversa la storia nella serie tv di Prime Video, dove era un membro dell'esercito del Sole Splendente, attaccato una notte dagli americani che trasferiscono la ragazza negli Stati Uniti per esserle immesso il Composto V nelle vene. Un giorno, Frenchie libera la ragazza dalla sua prigione e lei uccide brutalmente i sicari giapponesi intervenuti per farla ritornare in gabbia, poi scappa. I Boys la cercano per potersi alleare con lei, ma Kimiko non si fida, nonostante Frenchie cerchi ripetutamente di parlare con lei, e li attacca ripetutamente, finché Butcher non la stordisce con una bombola di gas nocivo. I Boys mettono la ragazza in catene, ma dopo che Frenchie viene scoperto dalla Vought come uno dei responsabili della morte del super Translucent, lui la libera e in seguito Kimiko lo salva dall'attacco di Black Noir, che apparentemente la uccide pugnalandola allo stomaco, ma la sua mortale ferita guarisce dopo alcuni secondi. Frenchie convince Latte Materno a portarli dal super Mesmer, capace di leggere la mente in quanto la ragazza sembra voler comunicare qualcosa di importante senza però riuscirci; Mesmer rivela a tutti il suo passato e il suo vero nome. Tuttavia, quest'ultimo tradisce i Boys, consegnando al leader dei Sette Patriota una loro foto e facendo diventare tutti dei ricercati, Kimiko compresa, impedendo il suo ritorno in patria, suo più grande desiderio. Divenuta meno diffidente ed entrata ufficialmente dei del gruppo, Kimiko va assieme ad essi alla ricerca di un super-terrorista con la telecinesi per consegnarlo alla CIA per poi scoprire che si tratta di suo fratello Kenji. Quando si incontrano, i due iniziano a lottare in quanto il ragazzo aspira a uccidere i vigilanti, ma i Boys riescono a fermarlo. Poco più tardi, i due fratelli giapponesi vengono attaccati da Stormfront, che uccide Kenji e tramortisce Kimiko. Le due combattono ancora una volta assieme a Starlight e Queen Maeve durante l'operazione di salvataggio di Becca, la moglie di Butcher intrappolata assieme a Ryan nella casa di Patriota. Durante lo scontro, Stormfront rimane gravemente ferita per mano di un raggio laser sparato da Ryan. Un anno dopo, Kimiko va in Russia assieme ai Boys per liberare Soldatino affinché possa uccidere Patriota, ma i poteri di lui annullano le capacità rigenerative della ragazza. Tornata negli Stati Uniti, Kimiko viene rapita dagli scagnozzi di Nina assieme a Frenchie ma riesce a fuggire. Riesce ad acquisire nuovamente i suoi poteri grazie a Starlight, che le porta una dose di composto V. Durante lo scontro alla Vought, Kimiko e Frenchie riescono a creare la bomboletta con il novičok dentro per stordire Soldatino, che nel frattempo stava combattendo con Butcher. Un anno dopo, Kimiko lavora attivamente nel gruppo degli Starlighters per combattere la Vought e Patriota. Mentre lei e i Boys cercano di attuare l'omicidio di Victoria Neuman, lei e Frenchie vengono attaccati dalla figlia di Vicky, Zoe, che strappa un braccio a Kimiko, che tuttavia si rigenera poco dopo. Successivamente, Kimiko si scontra con vari ex membri dell'esercito del Sole Splendente, ora terroristi, tra cui una sua ex amica. Kimiko e Frenchie lavorano insieme a Samir, marito di Victoria Neuman, per costruire un virus per infettare e uccidere Patriota, ma l'uomo pugnala con una siringa infettata Kimiko, la quale inizia a contrarre il letale virus. Per salvarla, Frenchie le sega la gamba infettata, permettendo alla ragazza di rigenerarla sana. Poco più tardi, i due si fidanzano ufficialmente. Dopo l'arresto del presidente Singer e la presa di potere di Patriota, Kimiko e gli altri Boys si dividono e cercano di fuggire dall'America, ma vengono tutti catturati. È interpretata da Karen Fukuhara.

### Colonnello Mallory
Greg. D. Mallory è il leader della squadra originale dei Boys; si tratta di un uomo anziano sui novant’anni (il Composto V ha ritardato il suo invecchiamento) che fu capitano durante la Seconda Guerra Mondiale. Il suo plotone fu scelto per testare i supereroi in guerra ma, a causa di una leggerezza di Soldier Boy, i nemici trovarono il campo e uccisero tutti i soldati, lasciando Mallory come unico superstite, venendo catturato e rinchiuso in un campo di prigionia fino alla fine della guerra.
Al termine del conflitto mondiale, lui e il suo amico Rick Burnham si unirono alla CIA e decisero di prendere provvedimenti contro la Vought e i loro super umani, diventando il primo soggetto di prova per il nuovo Composto V. Formò i Boys per monitorare, sorvegliare e liquidare i super, ma commise l’errore di prendere tra i suoi ranghi Butcher, il quale cominciò a manipolare la squadra a suo piacimento. Lui e Mallory entrarono in disaccordo perché il colonnello non voleva sfruttare la Femmina come un’arma secondo il volere di Butcher. Dopo gli attacchi dell’11 settembre, Mallory si fece convincere a ricattare i Sette e questo portò i suoi nipoti a essere uccisi da Fiaccola, che successivamente venne consegnato a Mallory da parte dei Sette come “offerta di pace”. Butcher si arrabbiò con lui quando scoprì che il colonnello non aveva mai avuto intenzione di lasciargli uccidere Patriota. In seguito a tali avvenimenti, Mallory andò a vivere in isolamento.
Quando i Boys si riformano, Mallory rimane una figura di sfondo con cui solo Latte Materno è segretamente in contatto. Il colonnello sorveglia Hughie e lo contatta per avvertirlo del passato della squadra e della pericolosità di Butcher, ma Hughie lo accusa di essere a sua volta un mostro che vuole giustificare le sue azioni. Viene ucciso da una persona non identificata, molto probabilmente Butcher.
Nella serie televisiva il personaggio è una donna e si chiama Grace Mallory; è interpretata da Laila Robins e doppiata da Marina Tagliaferri.

### La Leggenda
Un uomo anziano il cui nome non è specificato che lavora come informatore per i Boys. È un ex editore di fumetti e scrittore che ha lavorato per la Victory Comics della Vought, realizzando fumetti basati sui supereroi dell’azienda; perciò ha un’incredibile conoscenza dei supereroi e della Vought.
Entrambi i suoi figli sono morti e il maggiore è deceduto in Vietnam a causa di fucili difettosi prodotti dalla Vought (evento che ha spinto Leggenda a raccogliere informazioni sulla Vought per distruggerla), mentre il secondo è Blarney Cock ed è stato ucciso da Hughie. Leggenda non si dispiace della morte del secondogenito, dal momento che si era allontanato da lui.
A differenza di altri eroi, Leggenda ha una certa predilezione per Queen Maeve, facendo da suo confidente e avendo con lei un rapporto quasi paterno, nonostante Butcher disapprovi il loro legame; i due hanno avuto dei rapporti sessuali e hanno avuto almeno un figlio, ovvero Blarney Cock. 
Leggenda viene ucciso da Butcher dopo aver informato Hughie della morte di Salsiccia dell’Amore.
Nella serie tv è stato l'ex vicepresidente della Hero Management della Vought prima di essere sostituito da Madelyn Stillwell, ma mantiene un certo grado di popolarità con gli attori di Hollywood. Ha una protesi a una gamba in seguito a un incidente causato da Butcher. È interpretato da Paul Reiser e doppiato da Francesco Prando.

## I Sette
I Sette sono la squadra di supereroi più importante del mondo, creata da Vought America iniettando una sostanza chiamata “Composto V perfezionato” nei feti di alcune donne, producendo supereroi estremamente potenti. Nonostante le apparenze, i membri dei Super si preoccupano più dei loro diritti sul mercato e della loro immagine pubblica piuttosto che di fare davvero del bene e spesso mostrano grave incompetenza di fronte a gravi crisi che si trovano a fronteggiare: durante gli attacchi dell’11 settembre i loro tentativi di far atterrare uno degli aerei dirottati portarono alla morte di un membro dei Sette e alla distruzione del ponte di Brooklyn. 
Per prevenire la distruzione reciproca in seguito a un incidente che ha portato all’uccisione dei nipoti di Mallory e di Fiaccola, i Sette e i Boys hanno stretto un accordo per non prendere provvedimenti l’uno contro l’altro.
I Sette (soprattutto per la loro rappresentazione nella serie televisiva) possono essere considerati una parodia della Justice League. Pur riconoscendo tale paragone, Darick Robertson ha specificato che si trattano di due gruppi distinti, in quanto il suo intento era dimostrare che “chiunque può indossare un costume da supereroe, ciò non lo rende Superman”.

### Patriota
Patriota è il leader dei Sette, il supereroe più potente creato dalla Vought. Secondo la sua immagine pubblica è un alieno giunto negli Stati Uniti da bambino, ma in realtà è stato concepito in un laboratorio della Vought, progenie del materiale genetico prelevato da Stormfront. Patriota per lungo tempo rimane sotto il controllo finanziario della VA, che permette ai super di condurre il loro stile di vita edonistico, ma successivamente diventa insofferente e risentito della sua situazione.
Per buona parte della serie è implicito che Patriota avesse violentato la moglie di Butcher (provocandone la morte) e a un certo punto i Boys ricevono delle foto incriminanti che ritraggono Patriota impegnato in atti di omicidio, cannibalismo e necrofilia contro uomini, donne e bambini. Realizzando di essere condannato comunque a causa delle foto, Patriota decide di guidare un colpo di Stato contro la Casa Bianca per liberare sé stesso e i super dalla loro condizione. In questa circostanza, Black Noir rivela di essere un clone di Patriota concepito per ucciderlo e sostituirlo nel caso fosse andato fuori controllo; tuttavia è impazzito e ha commesso dei crimini per incastrare Patriota portandolo a perdere il controllo, così da poter adempiere così al suo scopo. Patriota combatte contro Black Noir e prima di morire nello scontro, ferisce mortalmente il suo compagno di squadra, che Butcher finisce con un piede di porco.
Nella serie televisiva, Patriota è il vero responsabile degli atti commessi da Black Noir ed è visivamente ispirato a Superman; è interpretato da Antony Starr (che lo doppia nella serie animata) e doppiato in italiano da Gianfranco Miranda.

### Black Noir
Super misterioso e silenzioso che appartiene da molto tempo al gruppo dei Sette. Viene quasi sempre mostrato in ombra con il viso oscurato; è dotato delle stesse abilità di Patriota e ha presunte abilità come pilota. Il suo aspetto è ispirato a Pantera Nera e a Batman. 
Quando la giovane Starlight diventa membro dei Sette, Noir, insieme a Patriota e A-Train, la stupra, costringendola a fare sesso orale. Durante il colpo di Stato a Washington, viene rivelato che Noir è un clone di Patriota creato dalla Vought come garanzia nel caso in cui l’eroe avesse perso il controllo, così da poterlo uccidere e rimpiazzare. L’azienda ha ordinato a Black Noir di stare sempre vicino a Patriota e di assassinarlo nel caso la VA l’avesse ritenuto necessario; questa missione a tempo indeterminato lo ha fatto impazzire completamente, portandolo a sviluppare un sadismo più violento e pericoloso di quello di Patriota e gli altri Sette. Si scopre anche che ha incastrato Patriota per una serie di delitti (tra cui lo stupro della moglie di Butcher) così da mettere i Sette e i Boys gli uni contro gli altri. Inoltre, la sua follia ha compromesso la sua mobilità facciale, inducendolo a balbettare e ripetere frasi, oltre che a mantenere un costante sorriso. Riesce a uccidere il leader dei Sette dopo uno scontro corpo a corpo, pur rimanendo gravemente ferito; successivamente viene finito dai militari e da Butcher, che gli apre la calotta cranica tramite un piede di porco e ne estrae il cervello, per poi stritolarlo con la mano.
Nella serie televisiva, Black Noir è un super afroamericano di nome Earving. Le sue abilità qui sono nettamente inferiori a quelle del fumetto, ma è comunque dotato di grande forza, velocità, dato che può correre veloce quanto un'automobile, resistenza fisica estrema, tanto da resistere a potenti esplosioni, ed eccellenti doti in combattimento e di furtività. Il suo punto debole è l'allergia alle noci e alla frutta secca. Noir ha iniziato la sua carriera di supereroe nel 1984; faceva parte dei Rappresaglia, gruppo di super capitanato da Soldatino, scelto per assistere la CIA in una missione contro il governo comunista in Nicaragua. Nel corso della stessa, Noir disubbidisce e, quando i Rappresaglia attaccano Soldatino su ordine della Vought, viene brutalmente sfregiato da Soldatino con un colpo così potente che il super perde parte delle proprie cellule cerebrali e della propria faccia, rimanendo muto e con il quoziente intellettivo di un bambino di 7 anni. Nel presente, Noir comunica a gesti, soffre di allucinazioni e fa da custode a Stan Edgar. Sembra essere contrario alla violenza non necessaria, è un abile artista e possiede un fattore rigenerativo elevato. Raramente comunica tramite la scrittura, mostrando una calligrafia incerta, frasi semplicistiche e diversi errori grammaticali, e spesso gli capita di vedere allucinazioni delle mascotte del ristorante per famiglie Buster Beaver, che considera i suoi migliori amici. Nella trasposizione televisiva affronta Kimiko avendo la meglio. In seguito si reca in terra araba dove ferma un gruppo di terroristi capitanati da Naqib, un super col potere di scatenare potenti esplosioni dal petto. Più tardi imprigiona Starlight e Donna all'interno della Vought, le quali vengono poi liberate da Hughie. Affronta in seguito Queen Maeve, che gli fa perdere i sensi infilandogli in bocca della frutta secca, alla quale è allergico. Nella terza stagione, dopo essere stato ucciso dal leader dei Sette (Noir era infatti al corrente del fatto che Soldatino fosse il padre di Patriota), viene sostituito da un nuovo Black Noir. Assieme ad Abisso ed A-Train, viene obbligato da Patriota ad uccidere tre suoi sostenitori (tra cui Todd, il compagno della ex-moglie di Latte Materno), i cui corpi vengono usati da Sage per istigare la campagna anti-Starlighters dopo la sentenza di innocenza al processo di Patriota. Viene inoltre scelto assieme ad Abisso per comparire nel filmato del primo salvataggio di Ryan, in cui il ragazzo uccide involontariamente il ladro (in realtà uno stuntman).
Nel settembre 2020, il produttore e showrunner dell'adattamento televisivo di The Boys Eric Kripke ha confermato che, nonostante l'apparente prefigurazione di Patriota che spesso paragonava Black Noir a sé stesso e nonostante il colpo di scena di Noir come clone di Patriota e capace di ucciderlo, questi sarebbe stato utilizzato come personaggio a sé, per ritrarre Black Noir come personaggio del tutto indipendente e fondere i tratti psicopatici del personaggio dei fumetti con Patriota stesso. Black Noir è interpretato da Nathan Mitchell.

### Queen Maeve
Queen Maeve è un membro di lunga data dei Sette, dotata di superforza e invulnerabilità. È sottinteso che in passato fosse la più appassionata del gruppo e desiderosa di fare davvero del bene, ma è diventata disillusa dopo la disastrosa gestione degli attacchi dell’11 settembre da parte della squadra, dandosi all’alcolismo. Nutre un forte odio per Patriota e il resto dei Sette, ragion per cui aiuta i Boys piazzando telecamere di sorveglianza nel quartier generale dei Sette. Durante il tentativo di colpo di Stato, Starlight convince Maeve a lasciare i Sette con lei, ma le due vengono intercettate da Patriota che intende ucciderle per divertimento. Maeve permette a Starlight di scappare ingaggiando una futile battaglia con Patriota, che la decapita e lancia la sua testa a Starlight.
Nella serie televisiva il suo vero nome è Maggie Shaw e prende il nome dalla mitica monarca irlandese Medb; la sua rappresentazione è analoga a quella di Wonder Woman. Nella storia viene costretta a una relazione con Patriota per aumentare l’indice di popolarità della squadra, sebbene alla fine lo lascia. E’ bisessuale e ha un rapporto con una donna “normale” di nome Elena. Quando Patriota lo scopre, rivela la sua bisessualità in diretta televisiva e ciò porta la Vought a pubblicizzarla esageratamente, appellandola erroneamente come "lesbica" per motivi di marketing. Successivamente Maeve cospira con Abisso per ottenere la prova che Patriota ha deliberatamente abbandonato un aereo che si stava schiantando per coprire un suo errore, così da poterlo ricattare; quando Elena scopre che Maeve era presente all’accaduto e non ha fatto nulla, la lascia. Maeve partecipa al combattimento contro Stormfront a fianco di Starlight e della Femmina e salva i Boys ricattando Patriota. Nella terza stagione cospira con Butcher per uccidere Patriota sfruttando i poteri di Soldatino, ma all'ultimo finisce per sacrificarsi per i Boys facendosi colpire in pieno, perdendo i suoi poteri. Data per morta ma in realtà sopravvissuta all'accaduto, Maeve riallaccia i rapporti con Elena e fugge via con lei, finalmente liberi dalla Vought e da Patriota. È interpretata da Dominique McElligott e doppiata da Virginia Brunetti.

### A-Train
A-Train è un super tossicodipendente in grado di correre a grande velocità, la cui negligenza causa la morte della ragazza di Hughie all’inizio della storia. Originariamente era un membro dei Teenage Kix, ma è stato promosso ai Sette come sostituto di Mister Maratona. È il membro più giovane e rozzo della squadra, infatti è quello che prova più piacere nell’umiliare apertamente Starlight, essendo amareggiato nei suoi confronti, tanto da esprimere il desiderio di sottoporre la donna a un’altra aggressione sessuale; durante uno di questi tentativi, viene temporaneamente accecato ad un occhio. Viene catturato da Butcher che intende costringere Hughie ad ucciderlo; visti i dubbi di Hughie, Butcher gli mostra prima come A-Train sia stato spinto dai compagni Sette a non curarsi della morte di Robin e poi come lui e gli altri eroi abbiano deciso di accettare Starlight tra i loro ranghi solo per farne una loro vittima e ridicolizzarla. Nonostante le implorazioni di pietà dell’eroe, Hughie perde il controllo e lo decapita con un calcio.
Nella serie televisiva è ispirato a Flash; il suo vero nome è Reggie Franklin e diventa dipendente del Composto V per mantenere il suo status di uomo più veloce del mondo. Ciò lo porta dapprima a uccidere accidentalmente Robin mentre è sotto l’effetto della sostanza, e quindi a provocare un'overdose alla sua ragazza Popclaw dopo aver scoperto che i Boys l’hanno ricattata. L’abuso della sostanza gli causa un infarto e viene poi rimosso dai Sette per la sua velocità troppo ridotta. In seguito Abisso lo recluta nella Chiesa del Collettivo promettendogli di aiutarlo a ricongiungersi alla squadra, obiettivo che A-Train raggiunge dopo aver fatto ottenere delle informazioni a Hughie e Annie. Ciò nonostante, il consumo eccessivo di Composto V lo rende incapace di usare la sua super velocità per paura che il suo cuore possa cedere. Nell'episodio della Terza Stagione dedicato all'Eroegasmo cerca di scusarsi sinceramente con Hughie per Robin e affronta il Super Blue Hawk, responsabile di aver picchiato suo fratello riducendolo su una sedia a rotelle e lo uccide brutalmente, per poi collassare a seguito di insufficienza cardiaca. Giunti sul posto, i medici della Vought lo salvano trapiantando il cuore di Blue Hawk, guarendolo definitivamente e permettendogli di tornare ad usare i poteri a piena forza. Nella Quarta Stagione viene contattato da Marvin Milk, accettando di lavorare come talpa per i Boys, consapevole della deriva sempre più estrema che Patriota sta imprimendo alla Vought. Salva infatti Hughie da Patriota mentre spia una riunione con Victoria Neuman durante le prove di "Vought on Ice." Successivamente procura i filmati per scagionare gli Starlighters dalla accusa di aver ucciso tre persone-motivo per il quale sta cercando di inquinare le indagini di Sister Sage, che sembra sospettare di lui-e accetta di entrare nell'appartamento di Patriota per donare a Hughie una dose di Composto V per il padre di quest'ultimo colpito da Ictus, con i due che sembrano rappacificarsi. È interpretato da Jessie Usher e doppiato da Alex Polidori.

### Abisso
Abisso (Deep nell'originale) è un membro di lunga data dei Sette. Viene pubblicizzato dalla Vought come “il re dei mari” e indossa sempre un elmo a causa di una presunta maledizione di Atlantide, mentre in realtà è un uomo in muta da sub dotato di superforza, capacità di volo, di respirare sott’acqua e di parlare con gli animali. È il membro più maturo e civile della squadra e spesso sopporta il peso maggiore del disprezzo e del razzismo degli altri personaggi; nonostante ciò, assieme ai compagni non si fa scrupoli ad aggredire sessualmente Starlight. È l’unico membro originale dei Sette “cresciuto in laboratorio”, essendosi rifiutato di unirsi al colpo di Stato guidato da Patriota, in seguito al quale entra in una nuova squadra di supereroi sotto un’altra identità.
Nella serie televisiva è ispirato ad Aquaman; il suo vero nome è Kevin Moskowitz e ha alcune parti anatomiche da pesce come le branchie, fonte della sua insicurezza che lo porta ad avere una cattiva condotta sessuale sempre coperta dalla Vought. Quando Starlight si unisce ai Sette, Abisso la costringe a praticargli sesso orale; in seguito la donna denuncia l’accaduto e la Vought costringe Abisso a scusarsi pubblicamente riassegnandolo a Sandusky, in Ohio, dove viene violentato da una fan attraverso le branchie. Entra poi a far parte della Chiesa del Collettivo ed è manipolato dai suoi membri per assumere una sostanza allucinogena che lo costringono ad affrontare la radice dei suoi problemi, collegabili alla sua capacità di percepire fin da bambino la sofferenze delle creature marine mangiate dagli umani e alla morte di un delfino con cui era stato coinvolto sentimentalmente. In seguito all’accaduto e al suo matrimonio combinato con una donna, Abisso si unisce alla Chiesa del Collettivo coinvolgendo A-Train e aiuta Maeve a ottenere la prova che Patriota non ha salvato un aereo di linea che si è schiantato in mare in cambio della sua riammissione ai Sette. Tale promessa non viene mantenuta e Abisso lascia la Chiesa, ma un anno dopo Patriota lo riammette nella squadra. Una volta riammesso, si scopre che, sessualmente, alle donne umane preferisce i polpi. È interpretato da Chace Crawford e doppiato da Luca Mannocci.

### Jack da Giove
Jack da Giove è un membro dei Sette, presunto extraterrestre dotato della capacità di rendere la sua pelle impenetrabile con una parola segreta che si rivela essere “Carpo”, oltre che di volare (trasporta i membri non volanti dei Sette durante le funzioni ufficiali); senza l’invulnerabilità è il membro più debole dei Sette. È dipendente da droghe e solitamente è indifferente a quanto accade nella squadra. Va abbastanza d’accordo con A-Train, tanto da prenderlo sotto la sua ala.
In alcune circostanze, Jack sembra agire come l’unica voce della ragione del gruppo, cercando di calmare i compagni quando si spingono troppo oltre o rischiano di perdere il controllo. In particolare, rimprovera A-Train quando cerca di violentare Starlight, ma non tanto per una preoccupazione morale, ma piuttosto per la sua previsione che entro un anno sarebbe stata espulsa dai Sette, suggerendo al compagno di “fare con lei ciò che vuole” dopo. Come Abisso, si sente oscurato dai “Tre Pezzi Grossi” della squadra, che hanno diritti d’autori maggiori dei loro.
Durante gli attacchi dell’11 settembre, Jack fuggì con Mister Maratona dopo essersi reso conto che il piano d’azione di Patriota avrebbe peggiorato la situazione; la sua azione avventata portò al ferimento di Black Noir, Fiaccola e Abisso. Tornò brevemente indietro solo per aiutare Mister Maratona a salire su un aereo dirottato con Patriota e Maeve.
Jack viene espulso dai Sette quando Jessica Bradley rivela pubblicamente che ha rapporti frequenti con prostitute transessuali, nel tentativo di intensificare le ostilità tra i Boys e i Sette. La rivelazione danneggia gravemente la sua reputazione e lo fa ostracizzare sia dalla sua squadra che dalla Vought. Viene accusato da Butcher della morte di Terror, e ucciso dall’uomo con un coltello da macellaio nonostante cerchi di proteggersi con il suo potere di invulnerabilità. 

### Fiaccola
Ex membro dei Sette, consegnato ai Boys dai Sette per essere ucciso dopo l’omicidio dei nipoti di Mallory come “offerta di pace” durante il loro conflitto originale. Viene rianimato dopo la morte e, sebbene ufficialmente si sia preso una pausa dalla squadra, è rinchiuso nel quartier generale dei Sette, in una cella che viene pulita a turno dai membri dei Sette: Patriota lo tiene come “esempio” per la squadra come memoriale a non sottovalutare i Boys. Viene sostituito da Starlight all’inizio della storia e, dopo gli eventi del colpo di Stato, viene trovato dalla CIA con la perquisizione dell’ex quartiere dei Sette.
I suoi poteri sembrano derivare dal dispositivo simile a una torcia in suo possesso, che usa per volare, emanare una luce accecante o energia distruttiva. Ha anche una grande resistenza fisica, essendo sopravvissuto all’impatto con l’ala di un aereo in volo, sebbene non sia invulnerabile.
Fiaccola appare nella seconda stagione dell’adattamento televisivo; in questa incarnazione ha poteri pirocinetici di natura, ma necessita di una fonte di fuoco per esercitarli. All’inizio della serie viene affermato che si è ritirato dai Sette, ma in realtà la Vought lo ha mandato a lavorare all’ospedale psichiatrico di Sage Grove, usato dall’azienda come sito per testare il Composto V, così da nascondere eventuali vittime. Quando Frenchie, Latte Materno e Kimiko si infiltrano nella struttura cercando un collegamento con Stormfront, si imbattono in Fiaccola e lo salvano da una rivolta che si scatena nello scontro; allo stesso modo, Fiaccola li copre con l’arrivo di Stormfront. Il super rivela di aver ucciso accidentalmente i nipoti di Mallory e ce l’ha con Frenchie in quanto era incaricato di sorvegliarlo e non lo ha fermato in tempo. Si lascia catturare dai Boys e chiede a Mallory di ucciderlo per vendicarsi, ma Frenchie la convince a risparmiarlo e in seguito testimonia contro la Vought in tribunale. Fiaccola si sacrifica per permettere a Starlight di scappare dopo che è stata catturata dalla Vought. È interpretato da Shawn Ashmore e doppiato da David Chevalier. 

### Starlight
Starlight, nome supereroistico di Annie January, è l’ultima arrivata dei Sette, capace di volare ed emettere una luce accecante. Inizialmente ingenua e idealista, apprende la reale natura egoista e crudele dei compagni quando viene costretta a praticare sesso orale a Patriota, A-Train e Black Noir sotto minaccia di essere cacciata e successivamente anche a Queen Maeve, oltre che a subire diverse umiliazioni e vessazioni. Inizia una relazione con Hughie senza sapere della sua associazione ai Boys, così come lui non sa della sua identità segreta.
Gli abusi la portano a cambiare comportamenti, diventando più aggressiva, perdendo la sua fede religiosa (essendo lei una cristiana conservatrice cresciuta in un ambiente iper-religioso ed evidentemente puritano, come si può vedere dalla sua reazione al suo appariscente costume da Starlight 2.0 presentatole) e iniziando a consumare alcool. Successivamente comincia a ribellarsi alle imposizioni della Vought, rigettando un nuovo costume rivelatore e una storia d’origine inventata secondo la quale sarebbe stata vittima di stupro. Ciò porta Black Noir a condurre un’aggressione sessuale contro di lei per farle cambiare idea, sebbene Annie venga salvata dall’intervento di Maeve. 
Starlight tiene particolarmente alla sua relazione con Hughie e intende lasciare i Sette per trasferirsi con lui. Hughie si separa temporaneamente da lei quando scopre la sua vera identità, ma lei riesce poi a spiegarsi raccontandole delle problematiche che hanno costellato la sua vita e i due si riconciliano. In seguito agli eventi di Washington e allo scontro tra i Boys e i Sette, Annie lascia New York. Successivamente decide di dare un’altra opportunità alla sua relazione con Hughie e nell’epilogo (ambientato dieci anni dopo) si scopre che i due si sono sposati e si sono trasferiti in Scozia.
Il personaggio è tra i protagonisti della serie tv live action, interpretata da Erin Moriarty e doppiata da Veronica Puccio.

### Mister Maratona
Un ex membro dei Sette, morto durante gli eventi dell’11 settembre a causa delle azioni avventate di Patriota.

### Translucent
Membro dei Sette che appare solo nella serie tv, dotato di una pelle in un materiale di meta-carbonio in grado di piegare la luce, rendendolo invisibile e quasi indistruttibile; a dispetto della sua immagine pubblica, è un pervertito che sfrutta i suoi poteri per spiare le donne. Viene catturato e interrogato dai Boys, che gli inseriscono una bomba nel retto deducendo che la sua pelle non lo protegge dai traumi interni. Viene ucciso da Hughie e i suoi resti sono rinvenuti da Patriota, che fa credere al pubblico che sia morto fermando un traffico di droga. È interpretato da Alex Hassell e doppiato da Alessandro Tiberi.

### Stormfront
Stormfront è il membro più potente dei Rappresaglia; il suo retroscena fittizio lo ritrae come la reincarnazione di un vichingo e il suo nome fa riferimento all’omonimo sito web neonazista. In realtà è stato deportato negli Stati Uniti dalla Germania nazista nel 1938 come unico prodotto del Programma V condotto dal Terzo Reich. Era un membro della Gioventù hitleriana sottoposto a un’unica e potenziata versione del Composto V; fu raccomandata la sua distruzione a causa della sua profonda fede nell’ideologia nazista, invece la Vought utilizzò il suo materiale genetico per realizzare gli esperimenti che avrebbero portato alla nascita di Patriota e Black Noir.
Stormfront è un razzista radicato e un entusiasta sostenitore del nazismo: durante l’uragano Katrina ha distrutto degli argini per causare diffuse inondazioni a New Orleans con l’intento di ripulire etnicamente la città e liberare immobili di valore per la Vought. Tratta i suoi compagni di squadra con disprezzo e si riferisce alla Femmina come “subumana”.
È uno dei super più potenti con Patriota e Black Noir; è dotato di forza e resistenza sovrumana, capacità di volo e di emettere fulmini dalla bocca, oltre che di un invecchiamento molto rallentato. Si dimostra molto più forte dei membri dei Boys, tanto che ci vogliono gli sforzi combinati di Butcher, Frenchie, Latte Materno e Salsiccia dell’Amore per abbatterlo e ucciderlo.
Nella serie televisiva Stormfront è una donna il cui vero nome è Klara Risinger, nata nel 1919 nonostante il suo aspetto giovanile e l’abilità con cui padroneggia i social. È cresciuta sostenendo fermamente la Germania nazista ed è stata la prima cavia di successo di Frederick Vought (suo marito) per il Composto V. Si trasferì negli Stati Uniti con Frederick per continuare i loro esperimenti e lì ebbe una figlia. Negli Anni Settanta operò come la supereroina Liberty, ma sparì dalla circolazione dopo aver commesso un omicidio di matrice razzista. Appare nella seconda stagione, tornando alla ribalta dopo la morte della figlia sotto il nome di Stormfront, diventando membro dei Sette. Inizia una relazione sessuale con Patriota, che vede come il leader della “razza perfetta” agognata dai nazisti; quando il suo passato criminale viene divulgato da Starlight e Hughie, Stormfront ha uno scontro con i Boys ma viene mutilata gravemente da Ryan (il figlio di Patriota). Un anno dopo è ancora costretta a letto e continua la sua relazione con Patriota. Dopo essersi resa conto che i suoi obiettivi sono diversi da quelli di Patriota (in quanto lui mira a essere l’unico nuovo dio del mondo), si suicida il giorno del suo compleanno. La sua morte contribuisce al deterioramento mentale di Patriota. È interpretata da Aya Cash e doppiata da Chiara Gioncardi.

## Governo degli Stati Uniti
Il governo degli Stati Uniti vuole fermamente evitare che i super della Vought vengano introdotti nella difesa nazionale a causa della loro incompetenza, ragion per cui sostiene i Boys; la squadra è stata originariamente fondata sotto il presidente Bush e ha continuato sotto il presidente Clinton.

### Kessler
Un analista della CIA, contatto di Butcher per ottenere informazioni. Ha un feticismo per le atlete olimpiche paraplegiche ed è incapace di avere un’erezione senza essere assistito a causa delle numerose aggressioni fisiche di Butcher nei suoi confronti. Viene nominato nuovo direttore della CIA e cerca di approfittarne per ostacolare i Boys, ma successivamente perde il controllo quando cerca di violentare un’ex atleta paraplegica e Butcher usa l’accaduto per ricattare Kessler costringendolo a smetterla di importunare la squadra. E’ soprannominato “Scimmia” in quanto una volta subì un’aggressione da parte di scimmie verdi.

### Susan L. Reiner
Direttrice della CIA, che negli Anni Ottanta è stata ufficiale sul campo in Afghanistan. Lei e Butcher si disprezzano reciprocamente, sebbene condividano una relazione sessuale. Nonostante abbia compiuto molte azioni immorali, ritiene sempre di agire per il bene superiore.
Tenta di usare Silver Kincaid come spia all'interno dei G-Men, nascondendo questa informazione ai Boys quando li invia ad indagare sulla squadra; ciò porta Butcher a minacciare di uccidere lei e la sua famiglia se mai dovesse nuovamente mettere in pericolo la squadra. Successivamente, la Reiner si dimette dalla CIA per candidarsi al Senato degli Stati Uniti per il Partito Democratico, nominando Kessler sua successore. In seguito alla morte di Dakota Bob, Reiner si ritrova bloccata fuori dal nuovo governo dalla Vought di Vic e ammette di essere spaventata dalla situazione. Torna poi alla CIA incaricando Kessler di sciogliere i Boys; non approva la nomina di Kessler come direttore della CIA a tempo pieno e l’uomo ha modo di vendicarsi umiliandola pubblicamente esponendo un audio intimo di un suo rapporto con Butcher. 
Nell'adattamento televisivo il suo cognome è scritto "Raynor". Nella seconda stagione viene assassinata dalla deputata Vic Neuman dopo aver dedotto i suoi piani per un golpe. È interpretata da Jennifer Esposito e doppiata da Sabrina Duranti.

### Robert “Dakota Bob” Shaefer
Il presidente repubblicano degli Stati Uniti, che ha concordato la disposizione della CIA di monitorare tutti i super, portando così alla nascita dei Boys. Nutre un forte odio per i supereroi a causa della minaccia che rappresentano per il mondo. È stato vicepresidente sotto George HW Bush dopo che uno scandalo ha portato all’allontanamento del candidato precedente (probabilmente Dan Quayle) e si è candidato per la carica dopo Bill Clinton. 
Ha ordinato l’invasione del Pakistan piuttosto che dell’Afghanistan (come aveva richiesto la CIA) dopo gli eventi dell’11 settembre e ha molti contratti difesa e ricostruzione privati. All’inizio della serie è impopolare per le sue politiche e il record di guerra, ma Butcher lo rispetta per la sua ferrea volontà di attenersi ai suoi principi.
Dakota Bob è stato in grado di evitare la maggior parte degli attacchi dell’11 settembre alle Torri Gemelle e al Pentagono, nonostante la mancata esperienza e preparazione dei Super portino il quarto aereo dirottato a schiantarsi contro il ponte di Brooklyn. Shaefer sospetta che la Vought abbia combinato qualcosa, ma non potendo dimostrarlo, controlla le sue infiltrazioni nei Servizi Segreti.
Nonostante tutti gli intrighi tra la Casa Bianca e la Vought, Dakota Bob finisce per essere ucciso da un ghiottone arrabbiato; pur riconoscendo la svolta positiva degli eventi, James Stillwell resta deluso dal fatto che un’operazione paramilitare costosa e complessa sia stata prevenuta da un evento simile.
Nella serie televisiva, il suo nome è Robert “Dakota Bob” Singer ed è il Segretario della Difesa degli Stati Uniti; il suo cognome ha subito una modifica per fare riferimento al personaggio di Bobby Singer dalla serie Supernatural, sempre interpretato dall’attore Jim Beaver. In italiano è doppiato da Simone Mori.

### Viktor K. “Vic il Vice” Newman
Vicepresidente neoconservatore degli Stati Uniti. E’ implicito che sia mentalmente disabile e che la sua famiglia sia affiliata alla Vought; è abbastanza intelligente dall’essere politicamente utile, riuscendo a imparare a memoria i suoi discorsi, ma è incapace di svolgere senza assistenza delle semplici attività quotidiane. È stato concepito come “la parodia più grottesca immaginabile di George W. Bush”.
Si sospetta che Vic e i suoi sostenitori abbiano cercato di mandare il presidente in Florida l’11 settembre 2001, lasciando Vic al comando così che potesse sfruttare i Sette per fermare gli aerei dirottati. Il piano fallì in quanto Dakota Bob prese il controllo dell’operazione e riuscì a intercettare tre degli aerei, ma Vic lo mise poi fuori combattimento con un estintore per ordinare il ritiro dell’USAF e l’utilizzo dei Sette, che causarono la distruzione del ponte di Brooklyn a causa della loro mancata preparazione. 
Successivamente la Vought progetta di assassinare il presidente per permettere a Vic di diventarlo (a causa della sua impopolarità alle elezioni) e concedere ai super di entrare nel programma di difesa. Newman diventa effettivamente presidente quando Dakota Bob viene ucciso accidentalmente da un ghiottone rilasciato da Vic. Butcher progetta di ucciderlo, ma viene anticipato da Patriota che lo decapita durante il colpo di Stato da lui organizzato.
Nella serie televisiva il personaggio è una donna di nome Victoria K. “Vic” Neuman. È una politica intelligente, carismatica e devota che apparentemente cerca di portare responsabilità alla Vought; si scopre essere una super telecinetica che lavora come assassina per ottenere la sua campagna presidenziale. Lavora con Hughie al Bureau of Superhero Affairs, ma lui scopre la sua vera natura quando la vede uccidere un suo ex amico d’infanzia che l’aveva riconosciuta. In seguito Hughie scopre che Vic proviene da una struttura di adozione per bambini con abilità sovrumane e che è la figlia adottiva di Stan Edgar. È interpretata da Claudia Doumit.

## Vought American
Principale antagonista della serie, è un grande appaltatore di difesa che possiede i Sette, diverse squadre di supereroi più piccole e le relative ramificazioni. Dalla Seconda Guerra Mondiale ha l’obiettivo di introdurre i superumani nel programma di difesa nazionale, sebbene i tentativi di concretizzazione si siano rivelati disastrosi a causa della mancata preparazione dei super. Col passare del tempo, la Vought cerca di ricorrere a mezzi sempre più criminali per ottenere quello che vuole, tentando di rovesciare il governo russo con l’utilizzo di supercriminali, manipolando gli eventi dell’11 settembre e progettando l’assassinio del presidente degli Stati Uniti.
Nella serie televisiva live-action, la società è conosciuta come Vought International ed è stata fondata dallo scienziato tedesco e primo CEO, Frederick Vought nazista creatore del Composto V.

### Mr. Edgar
Mr. Edgar è l'amministratore delegato della Vought. Nei fumetti non compare mai, mentre ha un ruolo rilevante nella serie televisiva, in cui assume alcuni tratti di James Stillwell: è colui che assume Stormfront come sostituta di Translucent nei Sette, rimuovendola quando emerge pubblicamente il suo passato nazista. È il padre adottivo di Victoria Neuman, la quale nella terza stagione smaschera alcune sue attività illegali costringendolo a congedarsi temporaneamente dal suo incarico; ciò nonostante, Edgar esprime privatamente ammirazione per le sue azioni. È tra i pochi personaggi che, nonostante non sia un super, non teme in alcuno modo Patriota. È interpretato da Giancarlo Esposito e doppiato da Alessandro Ballico (nella prima stagione) e da Alberto Angrisano (dalla seconda stagione).

### James Stillwell
Il principale rappresentante della Vought nei fumetti, colui che ha orchestrato il quasi colpo di Stato del governo russo ordinando e supervisionando il massacro del G-Team e inviando i Rappresaglia a tendere un’imboscata ai Boys.
Stillwell è sociopatico e per certi versi rappresenta l’incarnazione della Vought, in quanto mira esclusivamente al profitto a spese degli altri, senza alcun rimorso per ogni sua azione; è scrupoloso e pianifica attentamente ogni imminente evento futuro. Mantiene un costante atteggiamento calmo anche quando affronta super o criminali ed è spietato, tanto da far uccidere i bambini sfruttati e abusati sessualmente da Godolkin facendoli gettare in mare chiusi in una cassa. Persino i Sette dimostrano di aver paura di lui: Jack da Giove considera Stillwell peggiore dei Sette e afferma di avere incubi su quello che il dirigente potrebbe fargli, mentre Patriota, pur provando di volerlo uccidere, è sinceramente spaventato da lui.
Durante il tentato colpo di Stato di Patriota, Stillwell realizza che il super ha portato i Boys e la Vought a scontrarsi e cerca di convincere i Boys a lasciargli risolvere le cose, ma Butcher rifiuta. Successivamente affronta Patriota mantenendo un comportamento freddo e controllato, tanto che il super resta colpito. 
Calcola che la Vought possa sopravvivere al colpo di Stato in quanto non è stata propriamente coinvolta e successivamente usa come capro espiatorio per i crimini della Vought Jess Bradley. Subisce un tracollo mentale quando si rende conto che il Composto V effettivamente non può sostituire la natura umana e che pertanto tale sostanza è un cattivo prodotto; nell'epilogo appare completamente impazzito.
Nella serie televisiva il personaggio è una donna, Madelyne Stillwell, e alcuni tratti della sua personalità sono stati incorporati in Mr. Edgar (che nei fumetti è solo menzionato), come ad esempio il fatto che sia tra i pochi umani in grado di tenere testa a Patriota. Nella serie, Madelyn è la madre single di un neonato e vicepresidente senior della gestione dei super che intrattiene una controversa relazione sessuale con Patriota da quando quest’ultimo era giovane. Nel finale della prima stagione, viene uccisa da Patriota per avergli nascosto dei segreti e il suo ruolo è assunto da Ashley Barrett. È interpretata da Elisabeth Shue e doppiata da Eleonora De Angelis.

### Jessica Bradley
Jessica Bradley è un’alta ufficiale della Vought, una donna ambiziosa che cerca di entrare nelle grazie di Stillwell. Al contrario di quest’ultimo è preoccupata per gli aspetti squallidi e incontrollabili della vita dei supereroi ed è visibilmente disgustata dalle azioni di Patriota; è la prima dirigente della Vought a osservare che bisognerebbe occuparsi maggiormente delle vittime delle azioni dei supereroi.
Bradley e Stillwell stringono una forte relazione e, mentre lei ammette di essere infatuata di lui, Stillwell dichiara di avere grande fiducia nella donna. Tuttavia, dopo gli eventi di Washington, l’uomo la tradisce scaricando la colpa dell’accaduto sulla Vought e su Bradley: aveva infatti predetto da tempo che si stava avvicinando un disastro relativo ai supereroi e ha promosso Bradley a una posizione di leadership per usarla come capro espiatorio. L’accaduto provoca nella donna un esaurimento nervoso.
Nella serie televisiva, Ashley Barrett è la nuova addetta alle pubblicità della Vought; inizialmente viene licenziata dalla Stillwell quando Starlight svela al pubblico di essere stata aggredita sessualmente da Abisso, ma poi viene riassunta da Patriota come nuova vicepresidente senior della gestione degli eroi, così da poter spiare Edgar, e successivamente prende il suo posto come CEO della Vought. In questa versione è sottomessa agli ordini di Patriota per paura di eventuali ripercussioni e si preoccupa esclusivamente della pubblicità dei Sette, arrivando a imporre loro eventuali immagini esageratamente stereotipate (come nel caso della bisessualità di Maeve). È interpretata da Colby Minifie e doppiata da Perla Liberatori.

### Jonah Vogelbaum
Uno scienziato ebreo al servizio della Vought, che creò il Composto V per i nazisti prima di trasportarlo negli Stati Uniti con Stormfront, unico soggetto di prova vivente. Da allora si occupò di creare i super, lavorando anche per la CIA iniettando il composto nei membri dei Boys. Quando Mallory ordinò a Butcher di eliminare lo scienziato, Billy invece lo risparmiò e lo costrinse a trovare un modo per sterminare chiunque abbia il Composto V nel proprio organismo, uccidendolo subito dopo.
Nella serie televisiva, Vogelbaum è CSO della Vought e il creatore di Patriota; all’inizio della storia si è ritirato e viene ridotto in sedia a rotelle da Patriota per ottenere la verità su Becca e suo figlio, che a insaputa del super sono ancora vivi e nascosti. Successivamente Butcher lo porta in tribunale per farlo testimoniare contro la Vought, ma Vogelbaum è tra coloro assassinati dalla deputata Neuman. In questa versione Vogelbaum non è il creatore del Composto V, il quale è stato realizzato da uno scienziato tedesco di nome Frederick Vought, marito di Stormfront. È interpretato da John Doman e doppiato da Ambrogio Colombo.

## Altri super
Nell'universo di The Boys, i supereroi (noti anche come "super") ottengono i loro poteri dal farmaco Composto V, creato per la prima volta dagli scienziati nazisti negli anni '30. L'appaltatore della difesa Vought America ha stretti legami con la maggior parte dei supereroi, ne possiede direttamente molti ed è responsabile della creazione di vari gruppi di super, tra cui i Sette originali.
La stragrande maggioranza dei supereroi della serie sono narcisisti, edonisti e psicopatici, e commettono numerosi crimini contro i civili e tra loro stessi senza alcun scrupolo, in quanto convinti che il loro status privilegiato permette loro di fare quello che vogliono. Molti super dimostrano anche incompetenza nel gestire situazioni di pericolo a causa della mancanza di un addestramento adeguato. I Sette sono particolarmente famosi e usano i soldi della Vought per finanziare il loro stile di vita opulento e amorale, ragion per cui rimangono alle dipendenze dell’azienda.
- Popclaw: Ispirata a Wolverine, è un membro dei Teenage Kix, dotata di artigli retrattili con cui pratica autolesionismo. Nella serie televisiva il suo vero nome è Charlotte ed è fidanzata con A-Train, con cui condivide la dipendenza per Composto V. In passato era una star del cinema, la sua carriera fu rovinata dai paparazzi e fu costretta a recitare in film a basso costo. Dopo che ha ucciso accidentalmente il suo padrone di casa durante un rapporto sessuale, i Boys la ricattano per costringerla a spiare i Sette per loro; quando lo scopre, Patriota ordina a A-Train di ucciderla con un’overdose. È interpretata da Brittany Allen e doppiata da Erica Necci.
- Drummer Boy: Cristiano conservatore e leader dei Giovani Americani, ha avuto una relazione sentimentale con Starlight. Nella serie televisiva è un ex popstar e amico d’infanzia di Starlight, ora noto con il nome di Supersonic. Gareggia per entrare nei Sette e, informata da Starlight dell’instabilità di Patriota, accetta di aiutarla a contrastarlo, ma viene ucciso da Patriota quando scopre il loro piano. È interpretato da Miles Gaston Villanueva, doppiato da Manuel Meli.
- Blarney Cock: Membro dei Giovani Americani e figlio diseredato della Leggenda e di Maeve, è un irlandese estremamente razzista che ruba frequentemente antidolorifici da un ospedale pediatrico per sostenere la sua dipendenza da droga. Viene ucciso per due volte da Hughie, la prima accidentalmente, la seconda su ordine di La Leggenda.
- Soldatino (Soldier Boy): Parodia di Capitan America, è un membro del gruppo dei Rappresaglia che desidera ardentemente unirsi ai Sette. È estremamente innocente e patriottico, non rendendosi conto della depravazione dell’ambiente supereroistico di cui fa parte. Viene presumibilmente ucciso da Butcher, ma in seguito si scopre che il titolo di “Soldatino” è un ruolo in cui si sono susseguiti vari eroi. Nella serie televisiva è stato dato per morto, ma in realtà si trova in Russia ibernato dopo essere stato sottoposto a esperimenti. È interpretato da Jensen Ackles e doppiato da Stefano Crescentini.
- Contessa Cremisi: Membro dei Rappresaglia con poteri legati al calore, viene uccisa da Butcher per aver attaccato il suo cane Terrore. Nella serie televisiva ha finto pubblicamente di avere una relazione con Soldatino, il leader dei Rappresaglia, ma segretamente lo odiava, mentre nel presente lavora per la Vought e ha un santuario per scimpanzé che finanzia lavorando come cam girl. I Boys la catturano per tendere una trappola a Soldatino e quest’ultimo la uccide quando scopre che lo ha venduto ai russi. È interpretata da Laurie Holden e doppiata da Laura Romano.
- Gunpowder: Membro dei Teenage Kix che sponsorizza l’NRA nella squadra: è in grado di sputare fuoco. Nella serie televisiva è un ex membro dei Rappresaglia ed ex spalla di Soldatino, che possiede grandi abilità con le armi da fuoco e forza sovrumana. Viene interrogato da Butcher per sapere dove si trovi Soldatino, e poi ucciso da Billy. È interpretato da Sean Patrick Flanery, doppiato da Riccardo Rossi.
- Charles / Mesmerizer: Un super creato appositamente per la serie tv. Ex membro dei Teenage Kix, possiede la capacità di leggere la mente delle persone tramite il contatto fisico. Da bambino ottenne il successo interpretando una versione romanzata di se stesso in una serie tv, ma poi cadde nel dimenticatoio e nel presente si mantiene partecipando alle convention di supereroi. LM e Frenchie si fanno aiutare a cercare informazioni su Kimiko e la Vought per fargli ottenere in cambio la custodia della figlia; Mesmer li tradisce e li vende a Patriota, sperando di tornare a essere un super di successo, pertanto Butcher lo uccide in rappresaglia. È interpretato da Haley Joel Osment e doppiato da Daniele Raffaeli.
- Tek Knight: Uno dei membri fondatori dei Rappresaglia, è stato interpretato da tre persone differenti nel corso della storia. Rispetto ai suoi predecessori, quello attuale non è stato sottoposto al Composto V e opera con una tuta tecnologicamente avanzata. Tek è tra i pochi eroi a non attirare mai l’attenzione dei Boys, dal momento che non fa nulla di depravato o moralmente sbagliato e sembra una persona piuttosto simpatica, a parte per la sua omofobia. La sua carriera finisce quando un grosso tumore al cervello lo porta ad avere l’impulso di fare sesso con qualsiasi cosa e successivamente muore salvando una madre e un bambino da una carriola piena di mattoni. Nella serie televisiva, appare per la prima volta nello spin-off Gen V, dove indagherà su alcuni eventi successi, proprio come nei fumetti ha una forma di tumore al cervello che gli fa fare sesso con qualsiasi cosa, ritornerà nella Quarta Stagione, dove darà una festa nella sua villa per I membri della destra, possiede una caverna segreta ed un maggiordomo che lo ha cresciuto dopo che i suoi genitori sono morti, la sua caverna la usa principalmente per scopi sessuali, dopo aver scoperto Hughie cercherà di ucciderlo ma verrà fermato da Starlight, Kimiko ed il suo assistente Laddio che teneva incatenato, dopo che questi avevano prosciugato il suo conto in banca, donando i soldi ad associazioni, verrà strangolato a morte dal suo stesso maggiordomo Elijah,pentendosi anche di averlo cresciuto. Egli aspirava ad entrare nei Sette ed in più aveva anche capacità particolari come leggere nei pensieri ed il super udito.
- Webweaver: È un supereroe coi poteri di ragno, nel fumetto viene ucciso da Hughie prima dell'inizio della serie. Nella Serie Televisiva appare per la prima volta nella quarta stagione, nel sesto episodio, è un Tossicodipendente che farebbe qualsiasi cosa in cambio di droga, tanto da cedere il suo stesso costume ai Boys in modo da intrufolarsi alla festa nella villa di Tek Knight, ha un rapporto d'amore proprio con quest'ultimo, infatti Tek Knight praticherà alcune tecniche sessuali sul Super, pur non sapendo che sotto il costume ci fosse Hughie, verrà scoperto perché non sapeva la parola d'ordine ovvero "Zendaya", verrà ucciso nel settimo episodio da Patriota poiché secondo lui egli era la talpa che lavorara per i Boys.

## Altri personaggi
- John Godolkin: Fondatore dei G-Men, è un pedofilo e rapitore di bambini; si evince che da giovane abbia subito simili abusi da parte del proprio padre. A differenza del resto della sua squadra non sembra avere poteri e, sebbene i G-Men lo odiano, gli sono estremamente fedeli. Viene tollerato dalla Vought perché la sua squadra è quella più proficua; tuttavia, il comportamento di Godolkin è incontrollabile e ciò porta allo scioglimento del gruppo. Ha un debole per i discorsi melodrammatici e tende a dipingere i non-super come crudeli oppressori dei G-Men; pur dichiarando di amare profondamente i suoi “figli”, non esita a mettere a morte i suoi membri se rischiano di rivelare i segreti della squadra.
- Robin: La fidanzata di Hughie, uccisa all’inizio della storia durante uno scontro tra A-Train e un supercriminale; la sua morte spinge Hughie a unirsi ai Boys per controllare maggiormente i super. Nella serie televisiva viene uccisa da A-Train, che le si schianta contro mentre è sotto l’effetto del Composto V. Interpretata da Jess Salgueiro.
- Becky Saunders: La moglie di Butcher, era tra le poche persone in grado di placare gli impulsi violenti del marito. Venne stuprata da un supereroe e rimase incinta di un super, che la uccise durante la nascita sventrandola; per gran parte della serie sembra che sia stato Patriota a violentarla, ma poi si scopre che è stato Black Noir travestito. La sua morte fa nascere in Butcher un forte odio per i super. Nella serie televisiva si chiama Rebecca ed è effettivamente Patriota a violentarla. Viene data per morta da tutti, ma si scopre poi che si è nascosta per crescere Ryan, figlio di Patriota, facendosi proteggere dalla Vought affinché nessuno lo scoprisse. Quando Patriota la rintraccia, rapisce Ryan con Stormfront per renderlo come lui e Becca chiede aiuto a Butcher per recuperarlo. Viene uccisa durante lo scontro con Stormfront da Ryan, che perde il controllo dei suoi poteri nel tentativo di salvarla dalla super. È interpretata da Shantel VanSanten e doppiata da Angela Brusa.
- Salsiccia dell’Amore: Vasilii "Vas" Vorishikin è un ex poliziotto russo ed ex supereroe comunista, che gestisce un bar a Mosca. Ha nostalgia per i tempi e i principi dell’Unione Sovietica e ha un debole per una bevanda a base di liquido dei freni che spaccia per vodka. Il suo soprannome deriva dal suo pene incredibilmente lungo e robusto; ritiene i grandi seni femminili la sua “kryptonite” e ha perso due dita per aver toccato la Femmina. Altruista per natura, ha un buon rapporto con i Boys, in particolar modo con Hughie, e li aiuta in diverse occasioni. Viene ucciso da Butcher, non prima di aver inviato un messaggio a Hughie che conferma i suoi sospetti sul vero piano di Butcher. Nella serie televisiva è un soggetto di prova per il Composto V della Vought e il suo pene diventa prensile e allungabile; lo usa per strangolare Latte Materno prima che la Femmina lo metta fuori combattimento. È interpretato da Andrew Jackson.
- Terrore: Il bulldog domestico di Butcher. I Boys gli sono profondamente affezionati, in particolar modo Hughie e la Femmina, e Billy è estremamente protettivo nei suoi confronti, tanto da uccidere la Contessa Cremisi quando aggredisce l’animale. E’ addestrato da Butcher a fornicare con qualsiasi cosa a comando. Viene ucciso da un super non specificato e Butcher, in preda alla rabbia per l’accaduto, assassina brutalmente Jack da Giove accusandolo dell’accaduto.
- Little Nina: Una boss della mafia russa alleata della Vought che crea più super per suo conto, iniettando il Composto V a diversi criminali. Intende organizzare un colpo di Stato contro il governo russo, ma viene tradita dalla Vought e uccisa da Butcher che sostituisce uno dei suoi vibratori con un esplosivo. Nella serie televisiva, Nina è l’ex datrice di lavoro e amante di Frenchie, che sta braccando Cherie per averle rubato un carico di droga. È interpretata da Katia Winter.
- Signori Campbell: I genitori scozzesi di Hughie, vengono avvicinati da Butcher che fa amicizia con loro così da poter far credere a Hughie di averli uccisi, inducendolo a ucciderlo per vendetta. Nella serie compare solo Hugh Campbell Sr., il padre iperprotettivo di Hughie, mentre la madre ha lasciato la famiglia quando Hughie era piccolo. Hugh è interpretato da Simon Pegg, che ha fornito da modello visivo per Hughie nel fumetto[5].
- Lenny Butcher: Il fratello minore di Billy, era tra le poche persone in grado di calmare gli impulsi violenti di Butcher prima di morire investito da un autobus prima dell’inizio della storia. Nella serie si è suicidato e durante l’infanzia veniva abusato dal padre con il fratello. Spesso Butcher lo allucina, dal momento che Hughie gli ricorda lui.
- Sam e Connie Butcher: I genitori di Billy e Lenny. Sam era un alcolizzato fisicamente violento nei confronti di Connie e preferiva Billy in quanto lo considerava simile a lui e ciò portò Billy a risentirsi nei suoi confronti. Dopo un incidente che lasciò Connie parzialmente cieca, Butcher quasi uccise suo padre prima di partire per arruolarsi nei marine. In seguito Connie si separò dal marito e si risposò, mentre Sam morì in solitudine e Billy urinò sul suo cadavere come “ultimo saluto”. Nella serie tv, Sam e Connie stanno ancora insieme; a Sam viene diagnosticato un cancro e Connie convince Billy a venire da loro per cercare di dargli una chiusura con il padre, ma Billy dopo un confronto tronca i rapporti con lui. Sam è interpretato da John Noble e Connie da Lesley Nicol.
- Donna January: La madre emotivamente violenta di Starlight, che ha passato la vita della figlia ad addestrarla per farla diventare una supereroe con il solo scopo di ottenere un guadagno finanziario piuttosto che per sostenere Starlight a fare davvero del bene. Ha sempre raccontato ad Annie che i suoi poteri sono un dono divino, ma in realtà si è fatta iniettare il Composto V. Cerca di riavvicinarsi alla figlia nella seconda stagione, ma viene coinvolta nel conflitto con la Vought ed è poi costretta a entrare in clandestinità. È interpretata da Ann Cusack.
- Ryan Butcher: Il figlio nato dallo stupro di Patriota ai danni di Becca nella serie televisiva; è un bambino di otto anni dotato degli stessi superpoteri del padre, che Becca ha cresciuto di nascosto sotto protezione della Vought. Quando Patriota lo scopre, si impone nella sua vita cercando di farlo diventare come lui con l’aiuto di Stormfront, ma Becca si fa aiutare dai Boys per recuperarlo. Ryan uccide accidentalmente la madre con i suoi poteri mentre cerca di salvarla da Stormfront e in seguito viene mandato a vivere sotto custodia per essere protetto. È interpretato da Parker Corno nella prima stagione e da Cameron Crovetti nella seconda.